# Phasis rumina
Phasis rumina är en fjärilsart som beskrevs av Dru Drury 1773. Phasis rumina ingår i släktet Phasis och familjen juvelvingar. Inga underarter finns listade i Catalogue of Life.